# Animaliska lim

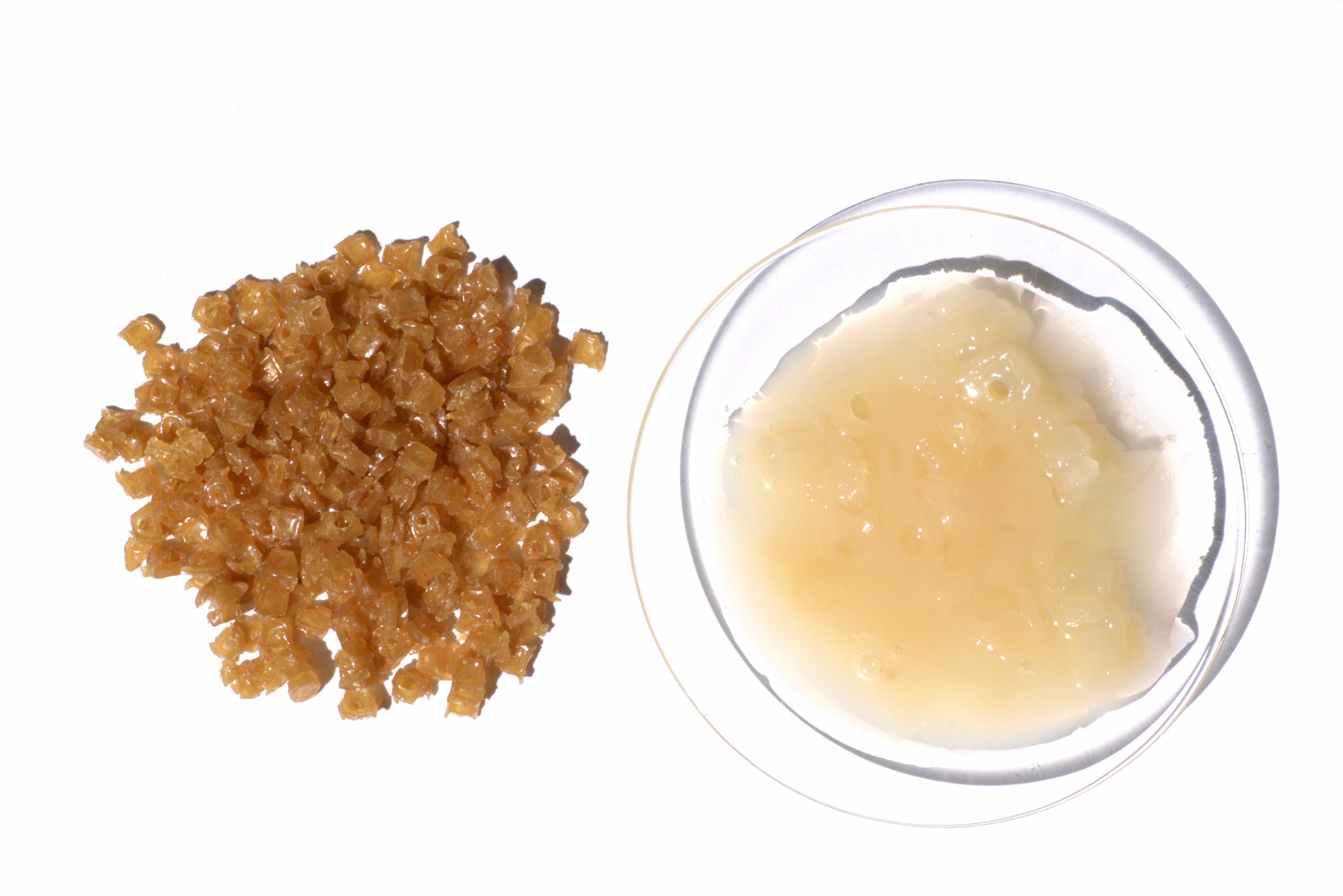
Kaninskinnslim i pelletsform till vänster, och löst i vatten till höger.

Animaliska lim är lim som består av material som hämtats från djurkroppar. 
De tidiga limmen gjordes nästan uteslutande av antingen material från djurkroppar eller från växter. Exempel på animaliska lim är hudlim, benlim, fisklim, blodalbuminlim samt kaseinlim. 
Hudlim, benlim och fisklim brukar med ett gemensamt namn kallas glutinlim.

## Materialets historia
Lim från kasein, och olika typer av hudlim, har använts mycket länge. Man har kunnat göra kalkkasein ungefär lika länge som man har kunnat tillverka ost.
Säkerligen brände man kalk ofrivilligt vid eldhärden under förhistorisk tid. Kalken har hamnat där i form av kalksten, ben, snäck- eller äggskal. Med denna kalk och med själva askan från lägerelden kunde mycket åstadkommas. Man kunde garva hudar och preparera hud för limtillverkning, vilket är samma process, samt lösa färskost till kasein (kalkkasein). 
Ett intressant fisklim är det som samerna tillverkade av abborrskinn under 1700-talet. Linné skrev ner berättelsen om detta under sin vistelse i Norrland, och receptet kom så småningom in i Vetenskapsakademiens handlingar. I sina anvisningar jämför han abborrlimmet med just husblosslim, och menar att abborrlimmet till och med är bättre..
I gamla tider fick naturligt nog hudarna från det jaktbara viltet och från husdjuren fungera som råvara för det lim man gjorde, medan det kommersiella hudlim som finns i dag huvudsakligen kommer från nötkreatur. Det fanns således ett större utbud av animaliska hudlim förr, och vart och ett hade ofta sina speciella egenskaper..
År 1690 grundades den första fabriken för framställning av hudlim i Holland. Först vid mitten av 1800-talet försvann det småskaliga och hantverksmässiga limkokeriet. I dess ställe trädde en rationell storproduktion  med alla de teknologiska landvinningar som stod till buds. Vid detta tillfälle gör också benlimmet sin verkliga debut och betraktas då av många som överlägset hudlimmet. Efter cirka hundra år börjar antalet fabriker för glutinlim tunnas ut världen över. De får på allvar känna av konkurrensen från konsthartslimmen.
Vad gäller kasein i den historiska receptlitteraturen är Teophilus beskrivning från 1100-talet från intressant. Han beskriver där ett lim som används för att foga samman brädor till altardörrar. Intressant i denna text är att limmet inte får hanteras med metallverktyg, utan bör röras, mosas eller liknande med verktyg gjorda av trä eller sten. (Se Teophilus).  Cennino Cennini har ett liknande recept i sin traktat från 1437, men det är inte så detaljerat som Teofilus..
I Kongl Swenska Wetenskapsakademiens Handlingar kunde man 1740 läsa hur en magister Nils Brelin tar upp en del konventionella lim eller kitter för limning av glas, sten och keramik. ”Men”, säger han sedan, ”huru många sätt här tils brukelige warit, wet jag dock icke, at någon här i wårt kiära Fädernesland försökt hwad seghet och styrka finnes uti Ost, jag menar sötmiölk-ost”. Sedan beskriver han ett tillvägagångssätt som i mångt och mycket påminner om Teofilus recept..
Först med industrialismens senare skede gavs möjlighet att med hjälp av animaliska lim tillverka prefabricerade element till byggnader, som till exempel kryssfaner och limmade träbalkar. I det sammanhanget var det kanske främst det lätthanterliga kaseinet som kom till användning tack vare flera speciella egenskaper – bland annat som irreversibelt kallim.
Under en kort period från början av 1900-talet och fram till första världskrigets slut fick kaseinlim stor betydelse. I samband med att man byggde de stora luftskeppen med träskrov (Schütte-Lanz-modellen) undergick kaseinlim ett utvecklingsarbete. Resultatet blev att det efter krigsslutet kunde jämställas med och i vissa avseenden till och med överglänsa glutinlimmen.
Den relativt korta luftskeppseran tog slut med första världskriget, men erfarenheterna från de trälimmade luftskeppsskroven togs tacksamt emot av kryssfanerindustrin. En industriell framställning av ett färdigblandat limpulver hade startat redan 1874 av firman Brunnschweiler från St. Gallen. Men det skulle dröja hela 50 år innan produkten slog igenom som en verklig konkurrent till andra animaliska lim.
Med konsthartsernas genombrott på 1930-talet ersattes de traditionella limmen i stor omfattning med andra så kallade kalla lim (konsthartslim), som hade sitt ursprung i den petrokemiska industrin. Detta satte naturligtvis också sina spår när det gällde limningen av prefabricerade element för byggnader.
De råvaror i form av djurdelar som använts vid limtillverkning världen över kan ha en mycket påtaglig geografisk och kulturell prägel. För samerna har det till exempel legat nära till hands att tillverka hudlim från renar och abborrar. Ett limfragment från ett helgonskåp (Maria, 1300-tal) i Östra Vrams kyrka i Skåne bestod sannolikt av en blandning av getlim och älglim.

## Förekomst, utvinning och framställning

### Förekomst och utvinning
För hudlim och gelatin är hudens kollagen (fiberkomponenter) utgångspunkten vid framställningen. Som råvara används det avfall, eller snarare överskott från hudarna som med ett gemensamt namn kallas ”limläder”. Denna beteckning har det fått trots att det handlar om ogarvade hudar.
Leverantörer av råvaran är huvudsakligen garverier och slakthus, som förser limfabrikerna med hudmaterial i grönt, torkat eller svagt saltat tillstånd. Garvningsnäringen och processerna vid garvning av hudar spelade en viktig roll för gamla tiders limtillverkning, eftersom den kemiska behandlingen av råvaran var densamma. Det betyder att gamla tiders limtillverkare kunde hämta sitt ”limgods”, det vill säga redan förbehandlat hudmaterial, hos garvaren, under förutsättning att garvaren själv inte var limkokare, vilket ofta kunde vara fallet. Som grupp är hudlimmen de starkaste och mest allsidiga när det gäller en bred industriell användning. De är också de i särklass äldsta formerna av glutinlim.
Råvaran för framställning av benlim kommer från benen från större däggdjur, framför allt slaktboskap. Den bästa råvaran får man från vuxna nötkreatur.  Ben skiljer sig från hudar och skinn genom att de innehåller fosforsyrad kalk. Dessutom behandlas ben på ett något annorlunda sätt än råvaran från hudar vid tillverkningen av gelatin och lim.
Fisklim kan i princip tillverkas av hud, fjäll, ben och simblåsa från alla fiskar. Produktionen i dag styrs emellertid av bestämda marknadskrav som bland annat har med matfiskproduktionen att göra. Därför hämtas råvaran av praktiska och naturliga skäl från ett bestämt håll. Producenterna av infrusen och saltad fisk är således de huvudsakliga leverantörerna av utgångsmaterialet.
Fisklim förekommer i olika kvaliteter, varav de bästa och renaste formerna (fiskgelatin) får sin råvara (skinn) från djuphavsfiskar som torsk, kolja, gråsej, kummel och lubb.
Ett speciellt  fisklim, särskilt uppskattat av konstnärer, konsthantverkare och konservatorer, är den sedan länge omhuldade produkt som kallas husbloss (tyskans Hausenblase). Som namnet antyder är det simblåsan från en fisk, närmare bestämt en störart (Acipenser huso), som utgör den huvudsakliga råvaran. Även blåsan från ett antal andra störarter kan användas för att framställa den högvärdiga produkten.
Det huvudsakliga produktionsområdet för äkta störblåsa är Ryssland, närmare bestämt Kaspiska och Svarta havet med tillflöden. Både en ökad miljöförstöring av floderna och ett utbrett tjuvfiske, huvudsakligen för rommens skull, har gjort råvaran eftertraktad och dyr. I detta fall är det den torkade råvaran som förekommer i handeln. Limmet får konsumenten göra själv.
Utgångspunkten vid tillverkningen av kasein är skummjölk. Kaseinet utvinns som torrsubstans för limningsändamål, såvida det inte i olika former används som människo- och djurfoder. Magerost, kvark, fiskfoder (pellets) är några exempel.
”Kaas” betyder ost på holländska (tyskans Käse), och kaseinlim kan i detta sammanhang helt enkelt ersättas med synonymen ostlim. Till skillnad från andra animaliska lim är kaseinlimmen så kallade kallim, men tillhör liksom de förra den grupp organiska föreningar som kallas proteiner. 

### Framställning
Vid framställning av benlim bör följande åtgärder vidtas innan det är dags för den slutliga extraktionen av kollagenet, som i det här fallet kallas ossein:
1. Rengör från all smuts, blod och liknande.
2. Avlägsna allt fett och oljigt material.
3. Avlägsna kalk- och mineralhaltiga skelettdelar.

Råvaran befrias från fosforsyrad kalk genom maceration med utspädda syror (punkt 3), och det kvarvarande osseinet överförs till gelatin eller lim genom uppvärmning. Själva urkokningen sker enligt samma procedur som när man framställer hudlim.
För framställning av hudlim kan huden från i stort sett vilket djur som helst duga som utgångspunkt vid tillverkningen. På grund av senare tiders världsomspännande konsumtion av kött och läder från nötkreatur har även hudlimsproducenterna använt sig av detta ymnighetshorn när de valt sin råvara. 
Processerna vid tillverkningen av hudlim går i huvudsak ut på följande:
1. Rengör noggrant råvaran för att avlägsna all smuts.
2. Blötlägg i kalkvatten i 60–80 dagar, eller, som det står i de gamla recepten, tills håren faller av eller går lätt att avlägsna.
3. Tvätta för att avlägsna hår, kalksåpa och kalk.
4. Neutralisera med syra, skölj av noggrant och pressa ut överskottsvatten.
5. Tillsätt rent vatten samt hetta upp till 40–50 grader under 2–4 timmar, vilket kallas en extraktion. I dag sker oftast en sådan urkokning i autoklav.
6. Häll av den erhållna limlösningen, evaporera, kyl av, torka och, om så önskas, mal ner till lämplig kornstorlek.
7. Upprepa de senaste två stegen 3–4 gånger för att extrahera resten av limmet. Öka temperaturen cirka 10 grader varje gång.

Styrkan hos limmet avtar med varje fraktionering, eller urkok, som görs.
Framställningen av fisklim sker mestadels på följande sätt:
1. Rengör sorgfälligt fiskhuden i speciella tvättanläggningar under ständigt tillflöde av rent vatten.
2. Till skillnad mot vad som gäller för limgods från däggdjur (alkalisk förbehandling), kan råvaran till fisklim genomgå antingen en sur eller alkalisk förbehandling.
3. Neutralisera råvaran, vilket till stor del sker genom en noggrann ursköljning.

Kaseinlim framställer man enklast genom att med syra fälla ut ostämnet ur skummjölk och sedan torka det. Man skiljer mellan två typer av kasein, syra-kasein och kasein som framställts med hjälp av löpe (löpkasein). Det är syrakaseinet som används när man framställer lim. Det tillverkas antingen genom naturlig syrning av skummjölk (mjölksyra) eller genom artificiell syrning (tillsats av saltsyra, svavelsyra, ättika eller liknande).
Den enklaste och mest använda metoden vid framställningen har hittills varit att använda sig av mjölksyra, det vill säga syrning som uppstår på naturlig väg när mjölken under viss tid och viss temperatur får sköta sig själv. Gammal vassla tillförs ofta för att påskynda processen. För att en ystning ska komma till stånd höjer man temperaturen till 35–50 grader. Efter ystningen skiljs ostämnet från vasslan som bör vara alldeles klar. Sedan rengör man ostämnet sorgfälligt och låter det torka till slutprodukten kasein. 

## Egenskaper

### Färg och struktur
Hudlim är hårda, luktfria, torra, hornlika samt något transparenta material, som i kulör kan sträcka sig från ljus bärnstensfärg till mörkbrunt.
Om traditionella benlim gäller detsamma som för hudlim med någon liten variation, d.v.s. att de är hårda, torra, hornlika material som oftast är brunaktiga. Benlim är dock inte luktfria.
Färgskalan för fisklim sträcker sig från brunaktigt till en transparent bärnstensfärg. Fisklim är klibbigare än däggdjurslim.
Kasein är ett hornaktigt och i rent tillstånd klart och genomskinligt material. Den ska vara torr och ljus i färgen och får inte lukta härsket.
De kasein som förekommer i handeln skiljer sig ofta i fråga om viktiga egenskaper. Detta kan ha med framställningsprocessen att göra, men beror oftast på hur materialet lagrats.

### Beständighet
Det är en förhållandevis liten del av djurlimmets historia som vi kan överblicka. Historien är emellertid tillräckligt lång för att vi ska kunna påstå att hudlim under gynnsamma förhållanden kan vara ett både varaktigt och motståndskraftigt material..
Hudlim kan lagras mycket länge utan att det förlorar i styrka, löslighet eller andra kemiska eller fysikaliska egenskaper, förutsatt att materialet inte utsätts för påverkan av fukt eller vatten . Relativt höga temperaturer och den fuktighet som förekommer i normala lagerutrymmen där limmet förvaras har ingen skadlig effekt. Om så önskas kan glutinlimsfilmer göras ytterst motståndskraftiga mot fukt med hjälp av lämpliga metoder. I övrigt är de motståndskraftiga mot fett, olja, alkohol och andra kemikalier som normalt är fria från vatten.
Beständigheten hos benlim är inte så empiriskt väldokumenterad som hos hudlim, eftersom produkten inte har existerat mer än cirka 150 år. De standardtest som rutinmässigt görs på materialet visar emellertid tydligt att beständigheten är sämre än hos hudlim. Benlim har ofta en påtaglig lukt, vilket kan bero på dålig råvara eller dåliga lagringsförhållanden. Detta är en av orsakerna till den sämre kvaliteten. En annan kan hänföras till de kemisk-tekniska förfaranden som hittills använts och fortfarande används vid tillverkningen av produkten.
Det bör tilläggas att det går att tillverka benlim med samma höga kvalitet som hos hudlim. Så länge man kan stöta på de sämre benlimmen på marknaden, liksom en del hybridlim (hud- och benlim blandat), finns det emellertid skäl att särskilja de båda. 
Fisklim är huvudsakligen hudlim som kommer från olika fiskar, och det som gäller för beständigheten hos hudlim från däggdjur gäller också för fisklim.
Kasein är en lagringskänslig produkt i mer än ett avseende. Det kräver lika stor noggrannhet som livsmedel vid förpackning och lagring. Om det ska lagras längre än sex månader, måste kaseinet förvaras i torra lokaler med en relativ luftfuktighet under 65 procent, och i en temperatur på högst 27 °C. Det är också noga med hygienen. Lagringsplatsen måste vara lätt att hålla ren och får inte nås av inträngande fukt eller vatten. Dessutom måste lokalen vara försedd med god ventilation.
Ingenting går emellertid att göra åt kaseinets ”inneboende” åldrande. Kasein som framställts under noggranna och hygieniska förhållanden kan endast lagras i cirka två och ett halvt år, förutsatt att det lagras under optimala förhållanden. Om det är äldre än så, eller om renlighet och annat har åsidosatts vid tillverkningen, kan kaseinets egenskaper förändras på ett radikalt sätt. Viskositeten sjunker, limkraften avtar och mängden alkali som behövs för att göra en neutral lösning av limmet förändras.
Beständigheten hos ett friskt lim som använts i en fog är lika god som hudlimmets under motsvarande förhållanden.

### Styrka och standard
Enheten som man mäter ett glutinlims styrka med (graderar limstyrkan) kallas Bloom-gram. Grovt sett sträcker sig gelstyrkan hos glutinlim från 30 Bloom-gram (svag gel) till 500 Bloom-gram (extremt stark gel).
På denna skala ligger hudlim i den övre delen (135 – 500 Bloom-gram) och benlim i den undre, med någon överlappning (35 - 175 Bloom-gram). Mätningen av gelstyrkan hos ett lim utgör en del av den standarduppsättning av test som limindustrin använder för glutinlim.
Andra väsentliga saker som undersöks är till exempel pH-värde, klibbkraft, fetthalt, skumningsförmåga (skumningsbeständighet) och vatteninnehåll. Fettinnehållet i limmet har stor betydelse, eftersom fett bland annat har en skumdämpande effekt på limlösningar. Fettet har också stor betydelse i den metod som utvecklats i syfte att bestämma från vilket djur ett lim härstammar .
Informationen om fisklim och fiskgelatin i litteraturen är begränsad, och någon särskild standard för testning av fisklim och normering av deras egenskaper har ännu inte fastställts. En hel del av de metoder som används för att undersöka lim från däggdjur kan emellertid användas även för fisklim. 
I Kongl. Swenska Wetenskapsakademiens Handlingar ger Linné exempel på vilken styrka ett fisklim kan ha. Limmet är gjort av abborrskinn och används av samerna till att limma samman två träslag i en kompositbåge för ekorrjakt. Ett lim som upprepade gånger tål den på- och avlastning som det här är fråga om måste vara både starkt och elastiskt. (Se Linné)
Det finns en standard för testning av kasein och normering av kaseinets egenskaper. Men det är svårt att jämföra denna med standarden för hud- och benlim, eftersom egenskaperna hos materialet är andra och därmed också testförfarandet (se även ”Hållfasthet”).

### Smältpunkter
När en gel av glutinlim (hudlim, benlim eller gelatin) värms upp, övergår den vid en bestämd temperatur till flytande tillstånd. För vissa fastlagda parametrar, som till exempel limgelens sammansättning och utgångstemperatur, kan denna smältpunkt uppmätas. 
För hudlim ligger smältpunkten i den övre delen av skalan, det vill säga mellan 26 och 35°C. Ju högre smältpunkt limmet har, desto större är glutinhalten och därmed också gelstyrkan. 
Smältpunktsspannet för benlim ligger mellan cirka 20 och 26°C.
Fisklim har betydligt lägre smältpunkt än lim från däggdjur. Trots att alla glutinlim är sammansatta av samma tjugo aminosyror, kan förekomsten av aminosyrorna prolin och hydroxyprolin variera. Fisklim har en lägre förekomst av dessa, vilket resulterar i en lägre smältpunkt. Huden från djuphavsfisk som lever i kallt vatten ger ett lim, vars smältpunkt kan vara så låg som 8–10 °C. Fördelen med ett sådant lim är att det kan användas i rumstemperatur utan att gelatinera. Smältpunkten hos hudlim från fisk kan uppvisa en betydande variation och har inget samband med vare sig styrka eller hållfasthet (se ”Hållfasthet”).
För kasein finns inte några smältpunktstest, eftersom substansen bl.a. inte löses på samma sätt som glutinlimmen. Den gelatinerar inte heller som dessa.

### Hållfasthet
Filmer från intorkade lösningar av hudlim är transparenta, sammanhängande, icke-kristalliserande samt har stor styrka och elasticitet. Sträckstyrkan hos animaliskt lim av denna typ är beräknad till omkring ett ton per kvadratcentimeter. Redan på 1400-talet förstod man att utnyttja dessa egenskaper och litteraturen ger också ett recept på hur det tillverkas..
Fogen mellan två träbitar som hoplimmats med hudlim är starkare än själva träet, som ofta spricker när man försöker bända isär träbitarna. Det kan synas förvånande, men det är ändå ingenting mot den effekt som hudlim kan åstadkomma på glas. Det är starkare än glas.
Om en kraftig limlösning hälls på en rengjord glasyta, fäster limmet vid glasytan. När sedan limfilmen efter hand torkar, drar sig samman och reser sig, drar den loss små glaspartiklar från ytan. Ju högre gradering på limmet (Bloom-gram), desto större glaspartiklar kan det dra loss. 
Detta förfarande går inom industrin under beteckningen ”glass-chipping” och används när man tillverkar glasskyltar, dekorativa element på glas och annat. När konservatorer behöver ta loss en freskomålning från en vägg, använder de hudlim enligt samma princip för att ”dra loss” den.
Hudlim är det absolut starkaste limmet bland glutinlimmen. Observera emellertid att fogens hållfasthet hos dessa lim beror på hur länge och till vilken temperatur limmet värmts upp när det iordningställdes. Man bör aldrig värma ett lim över öppen eld eller direkt på en kokplatta. Inte heller bör man värma upp det för många gånger, eftersom proteinerna då bryts ner och kvaliteten försämras.
Hållfastheten hos traditionella benlim är till följd av lägre styrka, smältpunkt och annat i allmänhet sämre än hållfastheten hos hudlim. Dessutom är de ofta skörare.
Fisklim kringgärdas av många motsägelsefulla rykten och omdömen som. De sämsta ryktena har otvivelaktigt uppstått när dåliga råvaror resulterat i en mindervärdig produkt. Försök som gjorts med att tillverka lim av absolut rena råvaror, till exempel abborrskinn och gösskinn har gett ett alldeles utmärkt resultat vad beträffar styrka och hållfasthet. Limmen har bland annat testats, i Linnés efterföljd, med det redan omtalade samiska ”pilbågstestet”.
En annan förstklassig produkt i detta sammanhang är limmet från äkta störblåsa. Det är underförstått att förfalskningarna är legio och att man bör vara på sin vakt.
För kaseinlim finns en undersökningsmetod för att testa dragstyrkan som går till på följande sätt. Man använder två träbitar av bokträ som limmas ihop med flatsidorna mot varandra. Vid försök att dra isär träbitarna har man konstaterat att ett gott kaseinlim på bokträ tål en dragstyrka på 10,0 till 12,5 MPa (megapascal). För furu är siffrorna något lägre, 6,5 till 7,5 MPa.

### Formstabilitet
Hudlim kan genomgå kraftiga formförändringar i samband med att det tar upp och avger vatten. Ett bra exempel på det senare är ”glass-chipping” .
Om en intorkad limfog å andra sidan tillåts att ta till sig vatten, sväller den, samtidigt som hållfastheten hos limmet går förlorad. Vid gynnsam temperatur och luftfuktighet är materialet emellertid mycket formstabilt.
Eftersom vatten och fukt negativt påverkar limmets styrka och beständighet, har man med olika medel försökt göra limmet resistent mot dessa fiender. Behandling med samma substanser som har en garvande inverkan på hud ger samma effekt på glutinlim, vilket gör det mer eller mindre motståndskraftigt mot vatten. Garvsyra, kromsalter, formaldehyd och alun är substanser med dessa härdande egenskaper.
För benlim och torra fisklim är formstabiliteten desamma som för hudlim. Benlimmens i allmänhet lägre smältpunkt och sämre styrka gör dem känsligare för fuktens inverkan. Fisklim säljs i stor utsträckning i flytande form.
Kaseinlim är i torrt tillstånd ett formstabilt material, men kaseinet sväller om det utsätts för fukt eller väta. Detta kan synas märkligt mot bakgrund av att kaseinlim är motståndskraftigt mot fukt. Det förklaras genom att den fuktavvisande egenskapen hänger samman med vilken alkalisk lösning som limmet lösts i. Till exempel är kalkkasein tämligen motståndskraftigt mot väta. Kasein kan, liksom glutinlim, garvas eller härdas med garvsyra, kromsalter, formaldehyd och alun.